# Platygobiopsis
Platygobiopsis es un género de peces de la familia Gobiidae, del orden Perciformes. Este género marino fue descrito científicamente en 1992 por Victor G. Springer y John Ernest Randall.

## Especies
Especies reconocidas del género:
- Platygobiopsis akihito V. G. Springer & J. E. Randall, 1992 [3]
- Platygobiopsis dispar Prokófiev, 2008
- Platygobiopsis hadiatyae Larson, Jaafar, Tan & Peristiwady, 2020
- Platygobiopsis tansei Okiyama, 2008